# Acritohip
Els acritohips (Acritohippus) són un gènere extint de mamífers perissodàctils de la família dels èquids que visqueren a Nord-amèrica durant el Miocè. Se n'han trobat restes fòssils al Canadà i els Estats Units. Les espècies d'aquest grup són més derivades que els pliohips. Es distingeixen dels altres èquids hipsodonts del Neogen per 24 caràcters cranials, dentals i de les extremitats. El nom genèric Acritohippus significa 'cavall confús' i es refereix al fet que presenta caràcters associats tant als equins com als «hiparionins».